# Galle Four Gravets Division
Galle Four Gravets Division är en division i Sri Lanka.   Den ligger i distriktet Galle District och provinsen Southern Province, i den södra delen av landet, 110 km söder om huvudstaden Colombo. Antalet invånare är 101 159.